# Варшавско-Ивангородская операция
Варшавско-Ивангородская операция — крупное сражение осени 1914 года на Восточном фронте Первой мировой войны.

## Положение перед сражением
Поражение в Галицийской битве поставило Австро-Венгрию на грань военной катастрофы. В то же время германские войска вытеснили российские войска из Восточной Пруссии.
В этих условиях германское командование чтобы помочь союзнику 2 (15) сентября 1914 года начало переброску гвардейского резервного корпуса, 11-го, 17-го и 10-го корпусов из Восточной Пруссии к Ченстохову, где была сформирована 9-я армия под командованием Августа фон Макензена. Германское командование решило нанести оттуда удар на Ивангород и Варшаву во фланг русским, преследующим австрийцев.

## Боевое расписание сторон
Русская армия:
- 2-я армия: 1-й, 2-й, 4-й, 23-й армейские, 2-й Сибирский армейский и 1-й кавалерийский корпуса, Кавказская, гвардейская и казачья кавалерийские дивизии, 50-я и 79-я пехотные дивизии (впоследствии 5-й Сибирский армейский корпус). Всего 12 пехотных и 5 кавалерийских дивизий, или 148 000 штыков, 18 000 сабель при 600 орудиях.
- 5-я армия: 1-й Сибирский армейский, 5-й и 19-й армейские корпуса, 5-я Донская казачья дивизия и Туркестанская казачья бригада. Всего 6 пехотных и 1½ кавалерийские дивизии, или 75 700 штыков, 7500 сабель, 337 орудий.
- 4-я армия: 17-й армейский, 3-й Кавказский армейский, гренадерский, 16-й армейский корпуса, Уральская и Забайкальская казачьи дивизии. Всего 10 пехотных и 2 кавалерийские дивизии, или 96 400 штыков, 12 000 сабель, 605 орудий. Командующий — А. Е. Эверт.
- 9-я армия: 25-й, 18-й, 14-й армейские и гвардейский корпуса, 46-я и 80-я пехотные дивизии, 1-я Донская, 2-я Кавказская и 13-я кавалерийская дивизия. Всего 12 пехотных и 3 кавалерийские дивизии. Командующий — П. А. Лечицкий.
- Варшавский укреплённый район: 2 пехотные и около половины кавалерийской дивизии. Всего 30 000 штыков, 1500 сабель, 216 орудий

Германская армия:
- 9-я армия: 11-й, 17-й и 20-й армейские корпуса, гвардейский резервный корпус, сводный корпуса Фроммеля, ландверный корпус Войрша, две отдельные бригады из крепости Торн и 8-я кавалерийская дивизия. Всего — 135 600 штыков, 10 400 сабель, 956 орудий. Командующий — Август фон Макензен.

Австрийская армия:
- 1-я армия. 1, 5, 10-й армейские корпуса, 38-я и 106-я отдельные дивизии, 2, 3, 6, 7 и 9-я кавалерийские дивизии. Всего 155 000 штыков, 10 000 сабель, 666 орудий. Командующий — Виктор Данкль.

## Ход сражения
В середине сентября 1914 года, когда обозначилось наступление немцев к Варшаве, в ней был сосредоточен лишь вновь сформированный 27-й армейский корпус, который занимал бывшие форты Варшавской крепости, наскоро подправленные и усиленные возведением промежуточных окопов и батарей. Впереди, в районе Лодзи, находилась конница: Кавказская кавалерийская дивизия, казачья бригада 1-й гвардейской кавалерийской дивизии и 1-й Астраханский казачий полк. Эти войска составили Варшавский отряд и были подчинены начальнику Варшавского укрепленного района генералу от инфантерии Петру Ольховскому. Затем временное командование Варшавским отрядом (до подхода стягивающейся к Варшаве 2-й армии) было возложено на командира 27-го армейского корпуса генерал-лейтенанта Дмитрия Баланина.
За 4 дня до начала германского наступления 5-я, 4-я, 9-я русские армии от реки Сан были оттянуты на север и развернулись вдоль Вислы, по обе стороны Ивангорода. Эта фланговая рокировка имела огромное значение для стратегической победы русских войск. 2-я армия, пополненная тремя сибирскими корпусами с реки Нарев, сосредоточилась у Варшавы.
15 (28) сентября германская 9-я армия генерала Макензена начала наступление на Варшаву и Ивангород. В результате боевых действий 21-23 сентября (4-6 октября) немцы, пользуясь превосходством сил, нанесли поражение авангардным частям 9-й русской армии у Опатова и отбросили их на правый берег Вислы. 25 сентября (8 октября) германские войска вышли к устью реки Сан.
Затем части Макензена в боях под Гройцами (30 км от Варшавы) начали теснить 2-й Сибирский армейский корпус 2-й армии, который понёс большие потери. В этот критический момент на помощь подоспела 1-я Сибирская стрелковая дивизия, которая закрыла немцам путь к Варшаве. К 29 сентября (12 октября) германцам удалось занять весь левый берег Вислы до Варшавы. Но их атаки были отражены на линии варшавских фортов. В руках русской армии на левом берегу Вислы остались предмостные укрепления Ивангорода и Варшавы и плацдарм у Козенице, где засели части 3-го Кавказского армейского корпуса 4-й армии, которых немцам, несмотря на все их усилия, не удалось отбросить за реку.
В ночь на 30 сентября (13 октября) отступившие с передовых позиций 1-й и 2-й Сибирские армейские корпуса и вновь прибывшие 1-й и 4-й армейские корпуса находились на окраинах Варшавы. Немцы были уже в 7-8 километрах от линии фортов, их тяжелые снаряды, хоть и в небольшом количестве, уже падали на линии укреплений. Военный генерал-губернатор Александр Турбин получил приказ об эвакуации города. Упорные и кровопролитные бои с 30 сентября (13 октября) по 7 (20) октября развернулись в 7-10 километрах впереди Варшавской укрепленной линии.

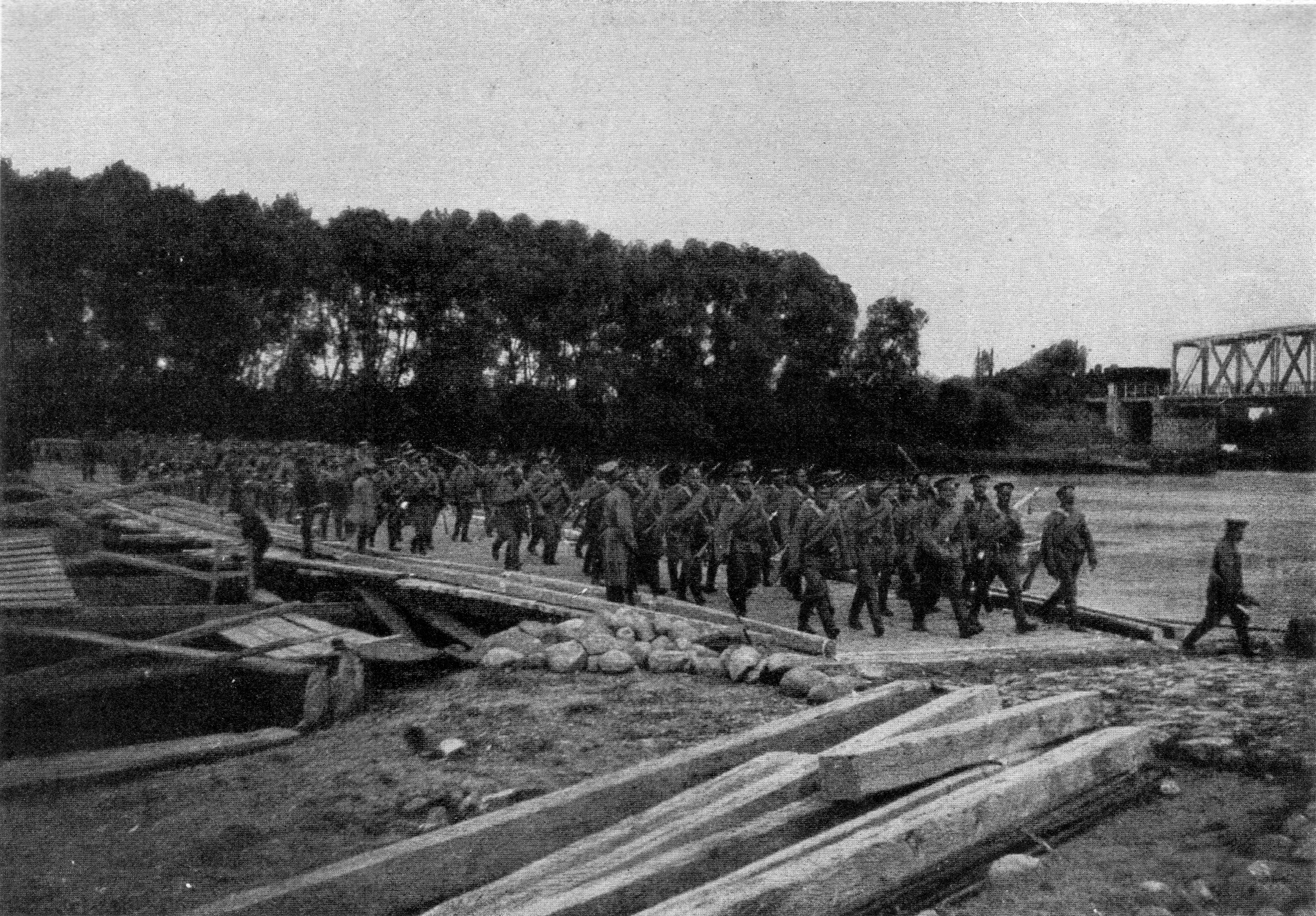
Переправа через реку у Ивангорода. 1914.

В то время как немцы увязли в ожесточённых боях в предместьях Варшавы, 26 сентября (9 октября), получив подкрепления, генерал Иванов отдал распоряжение о переходе в наступление. 4-я и 5-я русские армии начали форсирование Вислы: 5-я армия южнее Варшавы, а 4-я армия из района Ивангорода на Козеницкий плацдарм, чтоб ударить во фланг и тыл наступавшей германской группировки. Гинденбург, введя в бой гвардейский резервный корпус, пытался в течение целых 10 дней воспрепятствовать форсированию Вислы 4-й армией, но к 7 (20) октября русские переправили целиком 17-й и 3-й Кавказский армейские корпуса, чем заставили Гинденбурга отказаться от дальнейших атак на Козеницкие позиции.
Действия 4-й армии, особенно в ходе битвы за плацдармы, стали важным залогом стратегического успеха русских войск.
30 сентября (13 октября) начальник штаба Верховного главнокомандующего Н. Янушкевич поручил организацию главного удара по левому флангу противника от Варшавы Северо-Западному фронту, передав ему 2-ю и 5-ю армии и Принаревскую группу (конница и крепость Новогеоргиевск).
Пытаясь собрать все свои силы под Варшавой, где перешла в наступление 2-я русская армия, Гинденбург передал Ивангородское направление 1-й австро-венгерской армии. Австрийцы попытались ликвидировать Козеницкий плацдарм, но были разгромлены во встречном сражении и начали отходить. С 8 (21) октября в непрерывных боях 4-я русская армия, преследуя отступавших австрийцев, продвигалась от Козенице и Ивангорода в направлении на Радом. 13 (26) октября немцам пришлось поддерживать австрийцев резервами; тем не менее 1-я армия Данкля была разбита наголову и продолжила отход на запад, тем самым открыв широкую брешь между ней и главной массой австрийцев, куда устремились русские войска (9-я армия), выходя во фланг и тыл 1-й австрийской и 9-й германской армиям. Германцам и австрийцам угрожал полный разгром.
14 (27) октября Гинденбург отдал приказ прекратить сражение и отойти на исходные позиции. Германо-австрийские войска начали поспешный отход.
Особую роль сыграли действия 5 армии П. А. Плеве.

## Боевые потери войск
В ходе Варшавско-Ивангородской операции русские войска потеряли около 150 тыс. чел. (32 % от численности первоначальной группировки) и до 50 орудий.
Германская и австрийская армии потеряли около 150 тыс. чел. (из них треть потерь пришлась на долю немцев), в том числе 23 тыс. пленными (более 51 % от численности первоначальной группировки) и 63 орудия. По официальным германским данным, потери 9-й немецкой армии в этой операции составили 2075 человек убитыми, 3075 пропавшими без вести, 11 137 ранеными и 19 695 человек заболевшими. Нелипович позднее пересмотрел свою оценку потерь германской армии, согласно ним она потеряла 4276 убитыми, 14 684 ранеными и 5516 пропавшими без вести.

## Значение сражения
В активе Антанты оказалась крупная стратегическая победа в тяжелый для французского фронта период. Стратегическим результатом операции стал срыв планов германо-австрийского командования сгладить последствия Галицийской битвы. Операция знаменовала начало «метания» стратегической мысли германцев между Западным и Восточным фронтами. Юго-Западный фронт вышел к предгорьям Карпат. Германцы окончательно перешли к осуществлению коалиционной войны и систематической поддержке австрийского союзника. Итогом победы было и то, что оказался сорванным план вовлечения Болгарии в войну на стороне германского блока в 1914 году.